# 대예
대예(大叡, ?~?)는 발해의 왕자이다.

## 생애
824년, 부왕인 발해 문왕의 명에 따라 당나라에 파견되어 조공했으며, 숙위에 참여하기를 부탁했다. 그의 자세한 가계는 알 수 없지만 숙위를 참여하기를 부탁한 점을 보아 왕자로 추정된다.

## 참고 자료
- 유, 득공 (1784). 《발해고》. 신고(臣考).
- 위키문헌에 대예 관련 자료가 있습니다.